# NGC 4431
NGC 4431 је лентикуларна галаксија у сазвежђу Девица која се налази на NGC листи објеката дубоког неба.
Деклинација објекта је + 12° 17' 26" а ректасцензија 12h 27m 27,4s. Привидна величина (магнитуда) објекта NGC 4431 износи 12,9 а фотографска магнитуда 13,9. Налази се на удаљености од 15,820 милиона парсека од Сунца. NGC 4431 је још познат и под ознакама UGC 7569, MCG 2-32-62, CGCG 70-94, VCC 1010, PGC 40852.